# Slaget ved Raymond
Slaget ved Raymond blev udkæmpet den 12. maj 1863 i nærheden af Raymond under Vicksburg kampagnen i den amerikanske borgerkrig. Den intense kamp stod mellem elementer af generalmajor Ulysses S. Grants Army of the Tennessee mod konfødererede styrker fra generalløjtnant John C. Pembertons militærområde Mississippi og østlige Louisiana. Det lykkedes ikke de konfødererede at forhindre unionshæren i at nå Southern Railroad og isolere Vicksburg fra forstærkninger og forsyninger. Den højest rangerende konfødererede officer, brigadegeneral John Gregg, forsøgte at opnå en taktisk overraskelse og slå den føderale styrke på flugt, men blev i stedet selv taktisk overrasket og slået på flugt af unionens 17. Korps under ledelse af generalmajor James B. McPherson. Unionsstyrken var tre gange så stor som konføderationens og havde en overvægt i artilleri på 7:1. Unionens tab ved Raymond var 68 døde, 341 sårede og 37 savnede. De konfødererede tab var næsten dobbelt så store: 100 døde, 305 sårede og 415 fangne.
Det lille slag havde en uforholdsmæssig stor betydning for Vicksburg kampagnen. Unionens afbrydelse af jernbanen greb ind i Pembertons forsøg på at yderligere at samle sine styrker og forhindrede ham i at slutte sig til sin overordnede, general
Joseph E. Johnston. Som følge heraf havde Pemberton kun tre muligheder: opgive Vicksburg, trække sig tilbage til byen og modstå en belejring eller kæmpe et slag mod en større styrke. På grund af modstridende ordrer fra sine overordnede og åbent oprør fra sine underordnede blev Pemberton tvunget til at vælge den sidste mulighed den 16. maj 1863 i slaget ved Champion Hill.

## Forberedelse af slaget
Som led i Pembertons plan om at holde Grants armé tilbage langs en bred front, som groft sagt blev afgrænset af Fourteen Mile Creek, gav han ordre til at alle forstærkninger, som ankom til Jackson, skulle marchere til Raymond, 30 km mod sydvest. Der skulle de udgøre venstre fløj af en styrke som var større end unionens hær. I Raymond ville ankommende enheder blive støttet af Wirt Adams' kavaleriregiment, som patruljerede vejene for at spore tegn på en føderal fremrykning mod Jackson. Adams havde fået ordre af Pemberton til at efterlade sit regiment i Raymond og ride til Edwards, 25 km væk for at organisere det kavaleri, der var tilknyttet den konfødererede hovedstyrke. Adams valgte imidlertid at følge en senere ordre fra generalmajor John S. Bowen, som gav ham ordre til at flytte hele sin styrke til Edwards.
Det konfødererede infanteri, som var på vej til Raymond langs jernbanen og vejen omfattede Greggs og Maxeys store brigader fra Port Hudson, Louisiana, samt W.H.T. Walker's og States Rights Gist's brigader østfra. Rejsen blev vanskeliggjort af Grierson's Raid, som havde ødelagt dele af jernbanen øst for Jackson og omkring 80 km spor syd for Brookhaven. Greggs mænd måtte derfor marchere hele vejen bortset fra 135 km af de 320 km fra Port Hudson til Jackson, og ankom den 9. maj. Et andet kavaleri raid iværksat af generalmajor James B. McPherson afskar jernbanen lige nord for Brookhaven og fangede vognene fra Jackson & New Orleans Railroad med general Maxeys brigade for langt sydpå til at kunne hjælpe i det kommende slag.
Efter at have holdt en dags pause ved Pearl River lige nord for Jackson, fik Gregg ordre til at marchere til Raymond ved daggry den 11. maj. Greggs brigade ankom efterfølgende til Raymond sent om eftermiddagen og "faldt om for at hvile så snart de gjorde hold." Pausen viste sig at blive kort. I stedet for Wirt Adams' kavaleriregiment til at bevogte vejene ind i byen var der kun fem konfødererede kavalerister og et kompagni af statens kavaleri til at bevogte vejene. Gregg var tvunget til at sætte forposter på vejene ud af byen fra sit eget trætte infanteri.
Ingen i den konfødererede hær var klar over at McPhersons mænd fra 17. Korps var på lur i nærheden af Utica hvor de forholdt sig stille, undlod at bruge signalhorn og trommer og havde opstillet en stærk kavaleriafskærmning. De to divisioner havde nærmet sig forsigtigt ad den udtørrede vej langs højderyggen mellem Utica and Raymond i to dage, mens de kæmpede med at holde sig i nærheden af frisk vand, mens resten af Grants armé sendte følere nordpå mod jernbanen. Efter at have stedfæstet Pembertons hovedstyrke gav Grant McPherson ordre til at rykke sine to divisioner 16 km ind i Raymond inden middag den 12. maj. Oppe før det blev lyst udløste det føderale kavaleri, som afskærmede general John Logan's tredje division næsten straks alarmen fra statskvaleriet, som var posteret på Utica vejen. Fordi der ikke var tilstrækkelig mange vagtposter på vejene var nyheden om at der var ankommet tusindvis af konfødererede soldater til Raymond spredtes. Efter at have hørt fra de lokale, at en stor konfødereret styrke ventede længere oppe ad vejen, forsøgte Logan at opstille 20. Ohio infanteriregiment i en bred skyttelinje og og rykke 1½ km frem gennem et næsten uigennemtrængeligt krat. Efter at de i en time havde havde måttet stoppe gentagne gange, for at kunne rette linjen ud gav Logan ordre til at skyttelinjen skulle forkortes. Omkring kl. 10 om morgenen ankom Logans anden brigade til en lille mark, som lå langs Fourteen Mile Creek.
Gregg havde fået at vide, at Unionens hovedstyrke lå syd for Edwards, så han vurderede at denne troppestyrke måtte være en plyndringsstyrke. Med stor ståhej marcherede han sine mænd gennem Raymond for at imødegå truslen. Da han kom til bakkerne, som havde udsigt til Fourteen Mile Creek, gav han sine styrker ordre til at skjule sig, og bad oberst Hiram Granbury, chefen for det prøvede 7. Texas infanteri regiment om frivillige til en farlig opgave. To mand meldte sig. Granbury opstillede en vagt på 35 mand til at bevogte broen over den lille flod. Det lader til at det var Greggs plan at lokke plyndringsstyrken til at foretage et hurtigt angreb over broen for at forhindre, at den blev brændt af. Når unionsstyrken først var på den konfødererede side af broen, ville Greggs 3.000 mand og lokale frivillige dukke frem og drive unionsstyrken ned i floden, hvor de kunne nedkæmpes.
Gregg så til med forventning da unionens skyttekæde krydsede marken og kom i kamp med hans vagtposter. Forventningen skiftede til forundring, da skyttekæden stoppede kl. 10 og hentede DeGolyers 8. Michigan batteri af let artilleri frem for at rydde broen med kardæsker. Tilstedeværelsen af artilleri kunne kun betyde en ting: styrken foran ham var ikke blot en plyndringsstyrke, men mindst en hel brigade. Gregg forblev uforfærdet, og ændrede blot sin angrebsplan. Hans hovedstyrke ville skifte mod venstre og forlade de marker, som nu var truet af unionens artilleri blot 450 meter borte til sikkerheden i bakkerne over Fourteen Mile Creek. To store regimenter infanteri ville indlede bagholdsangrebet når unionsbrigaden krydsede creeken, mens yderligere to store regimenter stille listede gennem skoven ind bag unionens linje, tage artilleribatteriet og fange unionstropperne i bunden af Fourteen Mile Creek dalen, hvor de ville blive tvunget til at overgive sig. I skyndingen glemte Gregg at meddele Pemberton disse planer.
Det havde været Pembertons plan at lade Grant om at bestemme fokus for unionens angreb. Grant kunne dreje østpå og angribe Raymond eller dreje vestpå og angribe Edwards. Ved at gære det ville Grants sårbare bagtrop være åben for angreb fra den styrke som ikke blev angrebet. Pemberton havde udtrykkeligt givet Gregg ordre til ikke at gå i kamp mod en overlegen styrke, men derimod trække sig tilbage til Jackson, mens Pemberton tildelte unionshæren et alvorligt slag bagfra. Teknisk set mente Gregg ikke, at han handlede i strid med denne ordre, da den ekstra store konfødererede brigade på 3.000 mand, der var forstærket af lokale frivillige og snart forventede forstærkninger var dobbelt så stor som en normal unionsbrigade. Hvad Gregg ikke kunne se, da det var skjult af en forhøjning i terrænet, var at hele tredje division i McPhersons korps var opstillet ved siden af 2. brigade.
Da han vidste at skovene forude skjulte en stor konfødereret styrke, begyndte McPherson at få mistanke om et baghold. Efter at have ladet sine mænd holde rast og spise frokost, placerede han en brigade bagude som reserve og sikrede sin venstre flanke med kavaleri og højre flanke med 31. Illinois infanteriregiment og yderligere kavaleri. Mændene var netop ved at afslutte deres frokost, da en artilleriduel begyndte mellem unionsartilleriet ved Fourteen Mile Creek og Greggs artilleri, som var blevet kaldt frem af general Gregg og placeret på en bakketop 600 meter væk. Omkring kl. 12 beordrede McPherson Logan til at rykke frem.

## Kaos og ironi
Mændene i 1. og 3. brigade stod overfor de samme udfordringer som 2. brigade tidligere på dagen. Slyngplanterne i området hans som reb mellem træerne og nogle af dem havde torne der var 8 cm lange. Værre var det, at selv om Fourteen Mile Creek kun yderst lavvandet, havde den næsten lodrette bredder, som sine steder var over 3 meter høje. Mændene i 23. Indiana infanteriregiment kom ud for det der må have føltes som et lykketræf, da en drejning i vandløbet betød at deres højre flanke befandt sig blot 30 meter fra vandet. En letskrånende sandet "strand" førte ned til vandet, og den modsatte side var gennemskåret af en grøft med sider af hårdt ler. Det lader til at regimentet marcherede langs den højre flanke, ned ad stranden og op gennem grøften, så det med minimal indsats kom over vandløbet og stadig var i formation. For at lukke hullet, der var skabt ved fremrykningen trak enheden sig hurtigt tilbage på udkig efter resten af brigaden, og faldt sidelæns inden i gabet på de konfødereredes fælde. Det eneste der reddede 23. Indiana var fra at blive totalt slagtet var at de konfødererede aldrig havde fået udleveret bajonetter.
Oberst Manning Force, chefen for 20. Ohio Infanteriregimant hørte rebellernes hyl efterfulgt af lyden af musketild og gik i panik. Han beordrede sit regiment til at angribe, mens de løb gennem det næsten ufremkommelige krat og derpå sprang i creeken. Der må hans mænd være blevet ramt af rædsel, da de indså deres fejltagelse – resten af divisionen holdt deres stillinger længere bagude og creekens bredder var for høje til at de kunne komme hverken frem eller tilbage. Heldigvis havde creeken en bugtning her, og soldaterne brugte den til beskyttelse mens de udvekslede skud med den højre bataljon i 7. Texas infanteri. De texanske rifler blev afskudt få centimeter borte, da de konfødererede brugte den anden bred på samme vis. Force kravlede med besvær ud af flodsengen og søgte hjælp fra resten af divisionen, idet han bad oberst Richards fra 20. Illinois infanteriregiment om at rykke frem og skabe sammenhæng i unionens linje.
Den venstre bataljon af 7. Texas infanteri og 3. Tennessee infanteri, som var vilde over deres lette sejr over 23. Indiana infanteri havde trængt over creeken og forbi 20. Ohio i en angrebsbølge og stødte på unionens kamplinje, som stadig lå i skovene. I nogle få minutter var unionens og konføderationens linjer skjult i den tætte skov mens de skød på hinanden på klods hold, "begge linjer stod lige fast, begge lige beslutsomme, som to bulldogs i en dødskamp". Lige efter at Force vendte tilbage til flodsengen fik unionslinjen ordre til at forlade skovene for i stedet at søge ly ved et dige, hvilket ville give unionens ledere mulighed for at finde ud af hvad der var sket. Under udførelsen af denne bevægelse faldt oberst Richards, og med ham Manning Forces desperate bønner om hjælp. Da de konfødererede fornemmede at unionsstyrkerne trak sig tilbage, forestillede de sig at de blev tvunget tilbage. Rebellerne pressede ivrigt på, blot for at blive flænset i småstykker af en salve fra unionstropperne, som du var i dækning bag diget. De konfødereredes stilling blev vanskeliggjort af, at 31. Illinois, som hørte at kampen blussede op bag dem blot skulle vende sig om fra deres stilling på Unionens højre flanke og rykke nogle meter frem inden i de var på skudhold fra siden af 3. Tennessee infanteriregiment.
På de konfødereredes yderste flanke sneg to konfødererede regimenter sig frem i fuldstændig stilhed, klar til at strømme ud på marken i unionstroppernes bagområde og lukke fælden. Forposter i det forreste regiment jagede kavaleriets forposter væk med nogle upræcise skud.  På området bag unionshæren må general Logan have været tæt på at gå i panik. Kavaleriet, som beskyttede hans højre flanke kom farende ud af skoven, hans fjerneste infanteriregiment på højre fløj kunne ikke ses nogen steder, og det der var tilbage af det næste regiment i linjen var kommet ud af skoven i uorganiserede grupper på 3 og 4 og forsøgte forgæves at omgruppere sig. Normalt rolig i slag var Logan kendt for at ride bag linjerne mens han skreg som en ørn for at få sine tropper til at udfylde følte huller. Han trak 8. Illinois og 81. Illinois ud af linjen og sendte de første til venstre, hvor 23. Indiana omgrupperede sig, og de sidste til højre, hvor 23. Indiana skulle have været, og sendte derpå de resterende to regimenter i hans reserve af sted for at afprøve den styrke, som havde spredt hans kavaleriforposter.
Lederen af den konfødererede flankeringsstyrke dukkede frem af skoven foran sine forposter, og skuffedes. Til højre for ham strakte der sig en linje af blå uniformer så langt øjet rakte. Til venstre kunne han høre Logans to reserveregimenter rykke forbi hans flanke. General Gregg havde begået en alvorlig fejlberegning. Den infanteribrigade, som han havde fået ordre til at slå på flugt var på en eller anden måde blevet til en hel division. Den konfødererede styrke trak sig skyndsomst tilbage, og var en overgang for overrasket til at gøre noget som helst andet end at stå i formation og vente på ordrer.
På dette tidspunkt sendte McPherson en meddelelse tilbage til Grant, hvor han skrev, at han havde været i kamp med en konfødereret styrke på omkring 1.000 i to rimer, og var ved at få overtaget. Dette var en utrolig præcis vurdering. Indtil videre havde de konfødererede kun været i stand til at indsætte 7. Texas og 3. Tennessee infanteriregimenterne, lige under 1.000 mand i alt. Underligt nok sad de indsatte konfødererede nu i den samme fælde, som de havde planlagt for unionstropperne: de var blevet lokket til at foretage et uorganiseret masseangreb over creek, som var næsten umulig at passere, og var nu i fare for at blive drevet ned i vandet og slagtet. Beskydningen fra siden mod 3. Tennessee begyndte at gøre sin virkning, og de konfødereredes venstre flanke brød sammen. Oberst Hiram Granbury fra 7. Texas besluttede at give ordre til tilbagetrækning, men skiftede mening, og sendte en kurer til sin højre bataljon med besked om at annullere ordren. En kugle dræbte kureren inden han fik afleveret beskeden, hvilket betød, at i nogle få værdifulde minutter holdt fem kompagnier af 7. Texas infanteriregiment en hel unionsdivision tilbage. De gav hundreder af konfødererede tid til at trække sig sikkert tilbage over creeken. Et stolt veteranregiment, som engang pralede af at de aldrig var blevet slået på flugt, blev nu tvunget til at flygte for livet i spredte grupper, med hundreder af unionssoldater i hælene.

## Konfødereret overlevelseskamp
Oberst Randal McGavock, 10. Tennessee infanteri, lederen af det sammenlagte 10./30. Tennessee infanteriregiment, som havde overtaget ledelsen af flankeringsstyrken sendte en kurer ud for at finde general Gregg. Kureren vendte tilbage, ikke med ordrer fra general Gregg, men med nyheden om at det konfødererede centrum var blevet slået på flugt. I panik gav McGavock ordre til sit regiment om at rykke mod centrum uden at vente og give ordrer til det andet regiment på den konfødererede venstre flanke. Efter at være marcheret i dobbelt tempo tilbage til den stilling, som han havde besat tidligere samme morgen ankom McGavock fra skoven i tide til at se de spredte grupper af konfødererede blive forfulgt af en bølge af blåklædte soldater. Inden alle hans tropper var nået frem gav McGavock ordre til et angreb skråt over slagmarken ind i mængden af blå soldater. Desværre for McGavock var området hvor han havde beordret angrebet sat ind nu åbent for beskydning fra siden fra 31. Illinois, som lå skjult i udkanten af skoven langs creeken. I en dramatisk bevægelse kastede McGavock sin kappe, fremviste den røde linning og inspirerede sine mænd ved at lede angrebet. Illinois regimentet åbnede ild, da Tennessee-regimentet angreb over marken foran dem, og tvang de forfølgende unionssoldater til at søge ly ved creeken. Succesen havde en pris. 10./30. Tennessee led hovedparten af deres tab på 88 mand i dette angreb. Medregnet i dette tal var McGavock selv, hvis røde kappe havde udgjort et godt mål. De syv kompagnier, som var ankommet i tide til at deltage i angrebet trak sig nu tilbage op ad bakken mens de skød og ladede hele tiden. Her opstillede oberstløjtnant Turner enheden så den kunne bestryge marken nedenfor, og mændene begyndte at skyde løs på unionssoldaterne fra sikkerheden i en lav slugt, som løb langs bakkens top. En hjælp til at standse unionens fremgang var ankomsten af Greggs reserve – 41. Tennessee infanteriregiment og det faktum at bakken var blevet et samlingspunkt for resterne af andre enheder, først og fremmest den højre bataljon af 7. Texas infanteri.
På dette tidspunkt udviklede slaget sig til en duel mellem finskytter mens unionens ledere forsøgte at omgruppere mændene til organiserede enheder i det vanskelige terræn samtidig med at de undertrykte ilden fra bakketoppen. Gregg havde i mellemtiden travlt med at skaffe tilstrækkelig tid til at de forsprængte enheder kunne omgruppere sig eller trække sig tilbage. 1. Tennessee infanteri bataljon brugte eftermiddagen på at finte fremstød i forskellige retninger, og led store tab herved. 50. Tennessee, som var blevet trætte af at vente på ordrer fra McGavock, overskred slagmarken fra venstre til højre for at stoppe et unionsfremstød på højre flanke mens 41. Tennessee overskred slagmarken fra højre til venstre, og passerede 50. Tennessee undervejs, for at stoppe en trussel mod venstre flanke.
Til sidst begyndte McPherson at forlænge sin højre flanke forbi den konfødererede bakketop. Da hans stilling var blevet omgået og hans flygtede enheder var nogenlunde samlet gav Gregg ordre til en tilbagetrækning gennem Raymond mod Jackson. Her greb unionens artilleri endelig ind i slaget og beskød de konfødererede rækker mens Gregg fortsatte med sin forsinkelsestaktik for at tillade sine slagne enheder tid til at trække sig tilbage. Mens hans uorganiserede styrke kom styrtende over rækværk og gårde i Raymond blev det mødt af 3. Kentucky beredne infanteri, den forreste enhed af forstærkninger på vej til Raymond fra hele konføderationen. Hjælpen var kommet for sent til at kunne gøre andet end at yde kavaleribeskyttelse til bagtroppen af general Greggs udmarvede styrke.

## Efterspil
Unionens tab ved Raymond udgjorde 68 døde, 341 sårede og 37 savnede. De konfødererede tab var næsten dobbelt så store: 100 døde, 305 sårede og 415 fangne. En antydning af antallet af lokale og statslige tropper, som svarede på Jefferson Davis' desperate appel til Mississippis guvernør om hjælp til at kaste Grant tilbage er det faktum, at unionshæren begravede flere konfødererede ved Raymond end det tabstal som general Gregg rapporterede – i alt 500. Mange af de døde konfødererede blev begravet på den konfødererede kirkegård i Raymond, Mississippi af byens indbyggere.
Det havde været Grants plan at narre Pemberton til at dele sin styrke, så den konfødererede hær kunne besejres enkeltvis. Nyheden om at Pembertons venstre fløj havde trukket sig tilbage til jernbaneknudepunktet ved Jackson, Mississippi, hvor den fik forstærkninger fra hele konføderationen førte Grant til at ændre sin angrebsplan. Hvor han oprindelig havde regnet med at sende McPhersons to divisioner af sted for at ødelægge Jackson, planlagde Grant nu med et angreb i fuld skala mod Mississippis hovedstad. Dette førte til slaget ved Jackson den 14. maj, som i grunden var en bagtrops kamp for den pludseligt frygtsomme Joseph E. Johnston. Efter at truslen om konfødererede forstærkninger var blevet fjernet, vendte Grant om og besejrede Pemberton i Slaget ved Champion Hill den 16. maj og Slaget ved Big Black River Bridge den 17. maj. Pemberton, hvis hær var rystet, trak sig tilbage til fæstningen Vicksburg, hvor hans mænd afviste to unionsangreb, men til sidst affandt sig med det uundgåelige og overgav sig den 4. juli 1863.

## Beskyttelse af slagmarken
Selv om slagmarken ved Raymond forblev uforandret i næsten et århundrede betød kommerciel og boligmæssig bebyggelse langs Mississippis hovedvej 18, at Raymond blev katapulteret ind på Civil War Preservation Trusts liste over de ti mest truede borgerkrigs slagmarker i 2005.
I 1998, som svar på en planlagt omdannelse af græsmarker til et butikscenter ud mod hovedvejen dannede en gruppe bekymrede borgere "Friends of Raymond" for at fremme beskyttelsen af området ved slagmarken i Raymond. Gruppen købte først de 16 ham der skulle bruges til butikscentret, og flere spredte arealer er siden tilføjet. En park ved slagmarken er blevet etableret på den nordlige side af hovedvej 18 med en sti, adskillige kanoner og planlagte forklarende tavler. Uheldigvis er det område hvor Greggs 3. Tennessee og 7. Texas molesterede Logans division stadig truet, da ejeren ikke er venligt stillet overfor fredning af slagmarken.

## Eksterne kilder
- Slaget ved Raymond
- Slagorden
- Raymond Battlefield Preservation

32°14′42″N 90°25′59″V / 32.245°N 90.433°V